# Brgulice
Brgulice es un pueblo ubicado en el municipio de Obrenovac, en Belgrado, Serbia.

## Superficie
Posee una superficie de 3,313 kilómetros cuadrados.

## Demografía
Hasta 2022 la población era de 432 habitantes, con una densidad de población de 130,4 habitantes por kilómetro cuadrado.